# Gustav Sander
Gustav Sander (ur. 28 września 1881 w Duisburgu, zm. 29 listopada 1955 tamże) – niemiecki związkowiec i polityk SPD od 1906. Od 1926 do 1933 i w latach 1945–1955 był radnym. Od 1949 do 1953 należał do niemieckiego Bundestagu w pierwszym okresie jego kadencji. W parlamencie reprezentował okręg wyborczy Duisburga II, w którym został wybrany zdobywając 36,6% głosów. 

## Życiorys
Sander był z zawodu robotnikiem portowym, za bycie związkowcem został skazany przed 1914 na długie wyroki więzienia, za udział w strajkach. Od 1919 do 1933 był sekretarzem w stowarzyszeniu pracowników portu w Duisburgu. Po dojściu do władzy narodowych socjalistów został aresztowany za nielegalną pracę partyjną. 
Po II wojnie światowej Sander brał udział w odbudowie związków zawodowych. Od 1945 był członkiem zjednoczonego związku zawodowego robotników niemieckich w Duisburgu, następnie członkiem tamtejszego zarządu DGB, a później jego przewodniczącym. 

## Upamiętnienie

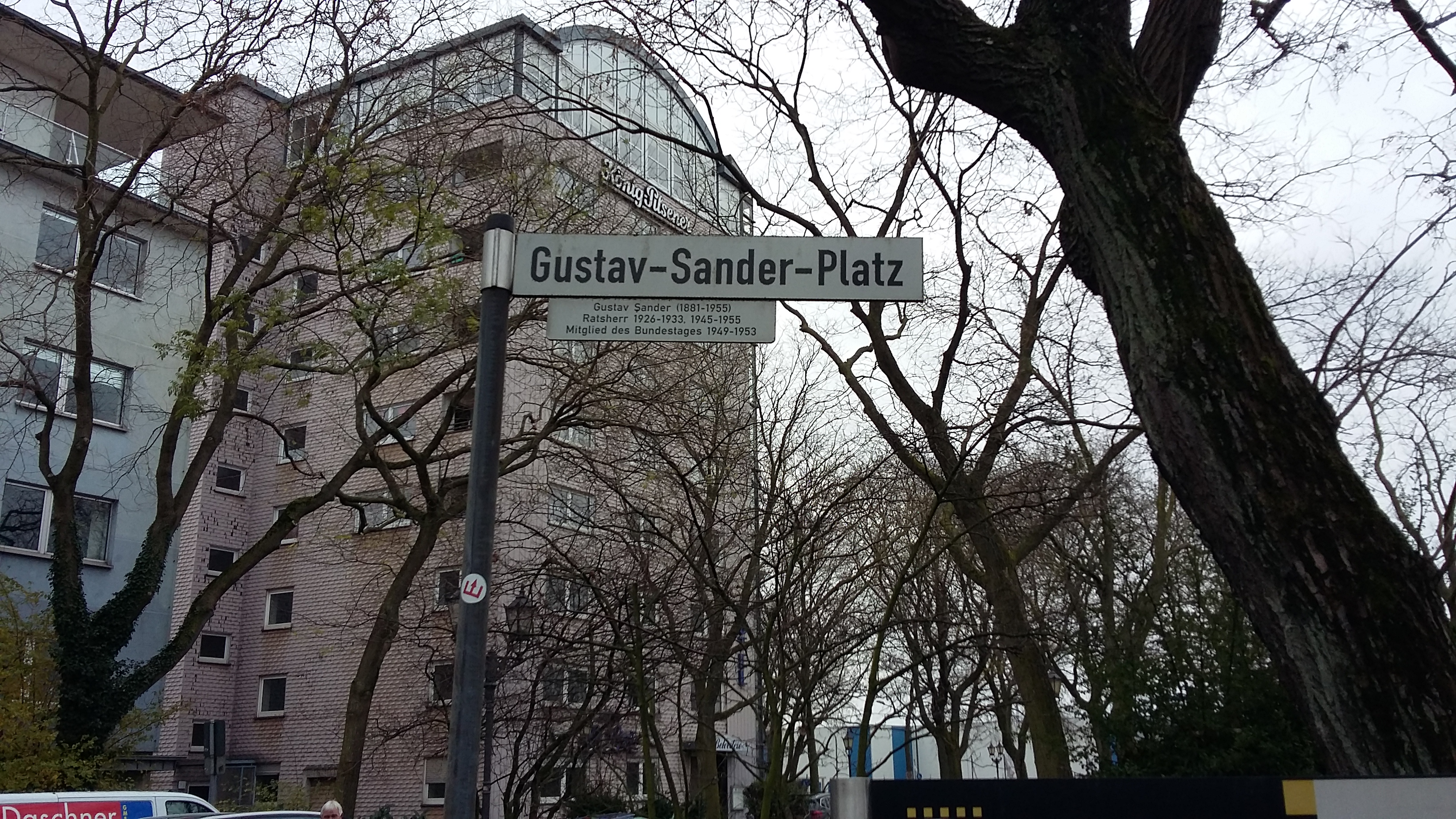
Gustav Sander, tablica informacyjna.

Jego imieniem został nazwany plac w dzielnicy Ruhrort, dzisiaj Duisburg.

## Biografia
- Rudolf Vierhaus, Ludolf Herbst, Bruno Jahn: Biographisches Handbuch der Mitglieder des Deutschen Bundestages, 1949–2002, ISBN 3-598-23782-0, s. 717.